# Storbritanniens Grand Prix 1992
Storbritanniens Grand Prix 1992 var det nionde av 16 lopp ingående i formel 1-VM 1992.

## Resultat
1. Nigel Mansell, Williams-Renault, 10 poäng
2. Riccardo Patrese, Williams-Renault, 6
3. Martin Brundle, Benetton-Ford, 4
4. Michael Schumacher, Benetton-Ford, 3
5. Gerhard Berger, McLaren-Honda,2
6. Mika Häkkinen, Lotus-Ford, 1
7. Michele Alboreto, Footwork-Mugen Honda
8. Erik Comas, Ligier-Renault
9. Ivan Capelli, Ferrari
10. Thierry Boutsen, Ligier-Renault
11. Olivier Grouillard, Tyrrell-Ilmor
12. Aguri Suzuki, Footwork-Mugen Honda
13. JJ Lehto, BMS Scuderia Italia (Dallara-Ferrari)
14. Gabriele Tarquini, Fondmetal-Ford
15. Pierluigi Martini, BMS Scuderia Italia (Dallara-Ferrari)
16. Damon Hill, Brabham-Judd
17. Gianni Morbidelli, Minardi-Lamborghini (varv 53, motor)

### Förare som bröt loppet
- Ayrton Senna, McLaren-Honda (varv 52, transmission)
- Andrea de Cesaris, Tyrrell-Ilmor (46, snurrade av)
- Jean Alesi, Ferrari (43, mekaniskt)
- Stefano Modena, Jordan-Yamaha (43, motor)
- Mauricio Gugelmin, Jordan-Yamaha (37, motor)
- Bertrand Gachot, Larrousse-Lamborghini (32, hjul)
- Johnny Herbert, Lotus-Ford (31, transmission)
- Karl Wendlinger, March-Ilmor (27, växellåda)
- Ukyo Katayama, Larrousse-Lamborghini (27, transmission)

### Förare som ej kvalificerade sig
- Alessandro Zanardi, Minardi-Lamborghini
- Paul Belmondo, March-Ilmor
- Andrea Chiesa, Fondmetal-Ford
- Eric van de Poele, Brabham-Judd

### Förare som ej förkvalificerade sig
- Roberto Moreno, Andrea Moda-Judd
- Perry McCarthy, Andrea Moda-Judd

## VM-ställning
| Förarmästerskapet 1. Nigel Mansell, Williams-Renault, 76 2. Riccardo Patrese, Williams-Renault, 40 3. Michael Schumacher, Benetton-Ford, 29 | Konstruktörsmästerskapet 1. Williams-Renault, 116 2. Benetton-Ford, 42 3. McLaren-Honda, 38 |